# Assis
Assis város Brazíliában, São Paulo államban. Lakosainak száma 101 409 fő (2022). Assis Cândido Mota, Tarumã, Maracaí, Echaporã, Lutécia, Paraguaçu Paulista és Platina községekkel határos.

## Népesség
A település népességének változása:
| Lakosok száma | 87 251 | 95 144 | 101 597 | 105 087 | 105 768 | 101 409 |
|               | 2000   | 2010   | 2015    | 2020    | 2021    | 2022    |